# Moreelsebrug

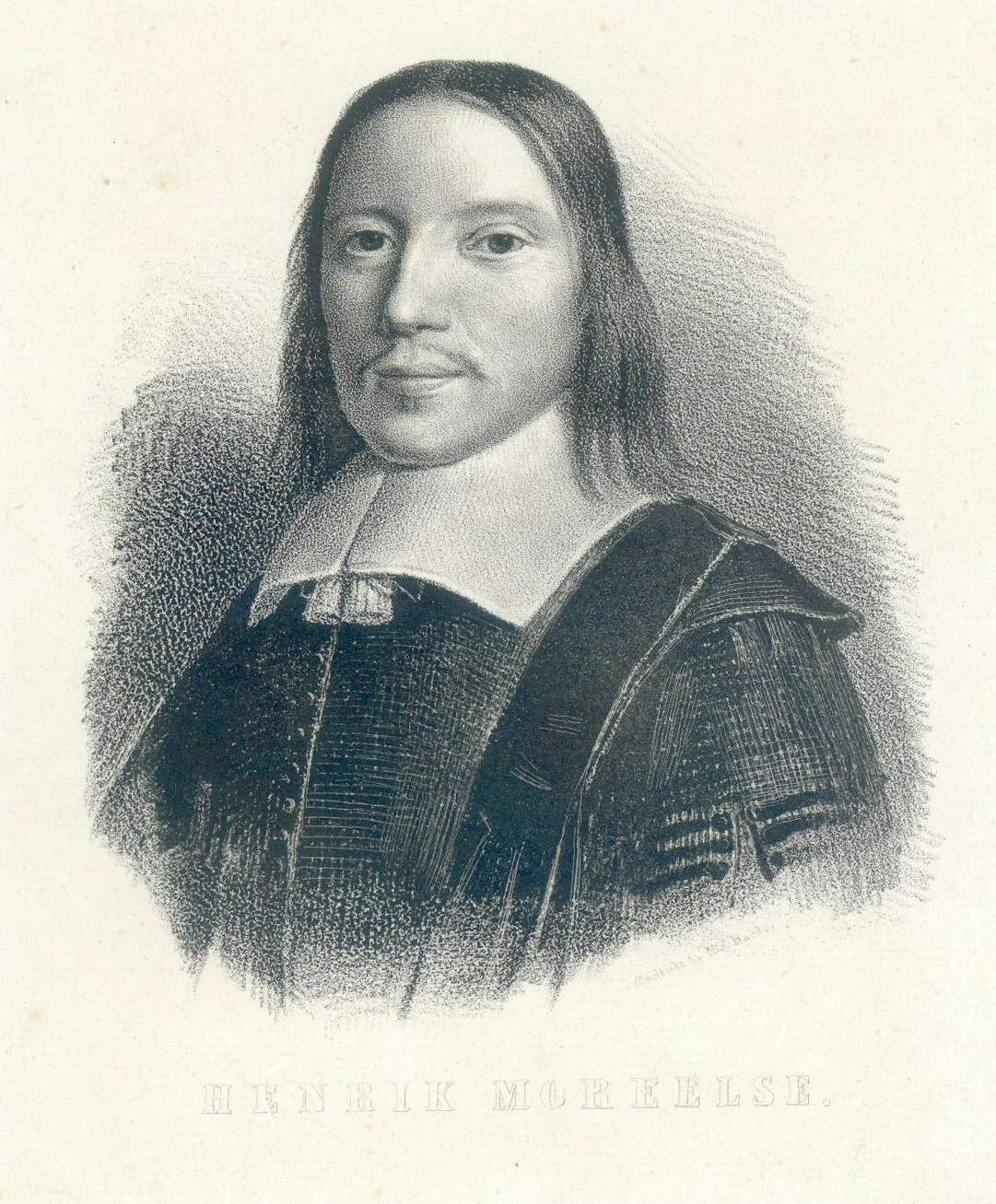
Hendrick Moreelse

De Moreelsebrug is een voetgangers- en fietsbrug over de treinperrons en sporen, en het busstation, aan de zuidkant van station Utrecht Centraal, in de Nederlandse stad Utrecht. De brug van 295 meter lengte en 10 meter breedte vormt een verbinding tussen het Beurskwartier en het oude centrum van Utrecht. De brug werd op 16 december 2016 geopend.
De westzijde van de brug begint aan de Croeselaan ter hoogte van het Rabobank Bestuurscentrum. Aan de oostzijde eindigt de brug bij de Laan van Puntenburg, nabij het Moreelsepark. Alhoewel je op de brug mag fietsen, is er geen aanrijhelling aan beide uiteinden, wel trappen. Oorspronkelijk was het plan dat er vanaf de brug eveneens trappen naar de onderliggende perrons zouden komen. Eigenaar van Hoog-Catharijne, Klépierre, heeft echter bedongen dat dit niet gebeurt. Voor het bedrijf zou het nadelig zijn omdat reizigers dan de perrons zouden kunnen bereiken zonder de winkelpanden van Klépierre te hoeven passeren. Mede hierdoor heeft de brug vooralsnog geen functie voor gebruikers van het treinstation. In de toekomst kunnen de trappen alsnog worden aangebracht, bijvoorbeeld wanneer bij de groei van de reizigersstroom het voor de veiligheid noodzakelijk is. Bij het ontwerp is hiermee rekening gehouden.

## Ontwerp
De brug is een ontwerp van het Delftse architectenbureau Cepezed en is lichtgebogen in horizontale richting. Het brugdek bestaat uit een gescheiden strook voor voetgangers en fietsers. In het midden van de brug staat een rij bomen (Parrotia persica, Perzisch ijzerhout); een referentie naar spoorbomen en ijzeren sporen die zich onder en rondom de brug bevinden. Een voordeel van deze bomen is dat ze hun blad niet in één keer verliezen in de herfst.

## Naam
De naam van de brug is in 2015 bepaald door middel van een prijsvraag en een enquête. De namencommissie van de gemeente Utrecht maakte eerst een selectie van tien ingezonden namen waaruit men kon kiezen. Winnaar werd de naam Moreelsebrug, een naam die door 24 personen was ingestuurd. De naam Moreelse is afkomstig van Hendrick Moreelse, een 17e-eeuwse burgemeester van Utrecht met grote uitbreidingsplannen voor de stad. Tijdens de bouw van de burg werd de brug aangeduid als Rabobrug, de Rabobank financierde (een deel van) de brug.
Abel Tasmanbrug ·
Abstederbrug ·
Bakkerbrug ·
Bartholomeusbrug · 
Bezembrug · 
Bijlhouwersbrug ·
Brigittenbrug ·
Colignybrug ·
Dafne Schippersbrug ·
David van Mollembrug ·
Demka-spoorbrug ·
Driftbrug ·
Gaardbrug ·
Galecopperbrug · 
Gasthuismolenbrug ·
Geertebrug ·
Gildbrug · 
Goethebrug ·
Griftbrug ·
Hamburgerbrug ·
Herenbrug · 
Hogeweidebrug ·
Industriehavenbrug ·
Jacobibrug ·
Jan Pieterszoon Coenbrug ·
Jansbrug ·
Jansdambrug ·
Jeremiebrug ·
Julianabrug (Minstroom) ·
Jutphasebrug ·
Jutphasespoorbrug ·
J.M. de Muinck Keizerbrug ·
Kalisbrug ·
Krommerijnbrug ·
Lauwerechtbrug ·
Lucasbrug ·
Maarsbergerbrug ·
Maartensbrug ·
Magdalenabrug ·
Maliebrug ·
Marga Klompébrug ·
Marksbrug ·
Marnixbrug ·
Meernbrug ·
Minbrug ·
Monicabrug · 
Moreelsebrug ·
Muntbrug ·
Muntsluisbrug ·
Museumbrug ·
Noorderbrug ·
Oorsprongbrug ·
Oranjebrug ·    
Paulusbrug ·
Pausdambrug ·
Pietersbrug ·
Plompetorenbrug ·
Prins Clausbrug · 
Quintijnsbrug ·
Rode brug ·
Servaasbrug ·
Sint Martinusbrug ·
Smeebrug ·
Socratesbrug ·
Spinozabrug ·
Stadhuisbrug ·
Stammetsbrug ·
Stenenbrug ·
Tolsteegbrug ·
Vaaltbrug ·
Vaartscherijnbrug ·
Van Asch van Wijckbrug ·
Viebrug ·
Vleutensespoorbrug ·
Vollersbrug ·
Weerdbrug ·
Weesbrug ·
Werkspoorbrug ·
Werkspoorhavenbrug ·
Wittevrouwenbrug ·  
Zandbrug

Voormalige of in onbruik geraakte bruggen :
Brug met de twaalf gaten ·
Catharijnebrug · 
Hefbrug in de Kruisvaart ·
Julianabrug (Vaartsche Rijn) ·
Molenbrug · 
Smakkelaarsbrug ·
Vleutensebrug ·
Willemsbrug